# Behind These Hazel Eyes
"Behind These Hazel Eyes" je pjesma američke pjevačice Kelly Clarkson. Pjesma je objavljena 27. ožujka 2005. godine kao treći singl s njenog albuma Breakaway. Pjesmu su napisali Kelly Clarkson, Max Martin i Dr. Luke, dok su producenti Max Martin i Dr. Luke.

## O pjesmi
Pjesma "Behind These Hazel Eyes" koja je objavljena 2005. godine napisali su Clarkson, Martin i Dr. Luke koji također i producenti.
U pjesmi Clarkson govori o muškarcu koji ju je ostavio i razbio srce a njega to uopće ne zanima koliko nju to zapravo boli. Tekst pjesme se temelji na istinitoj radnji, te Clarkson govori kako se to radi o Davidu Hodgesu (bivši član Evanescencea). On ju je napustio kako bi oženio svoju drugu djevojku.
Clarkson je 2008. godine rekla kako je "Behind These Hazel Eyes" bio jedno vrijeme planiran za naziv albuma (kasnije se čak razmišljalo da izbace pjesmu s albuma), ali zbog velike popularnosti pjesme "Breakaway" ime albuma je kasnije promijenjeno u Breakaway.

## Uspjeh pjesme
S pjesmom "Behind These Hazel Eyes" Clarkson nastavlja dominaciju na američkim radio postajama. Kao i "Breakaway" i "Since U Been Gone" pjesma se plasirala unutar najboljih deset singlova na američkoj ljestvici Billboard Hot 100. Pjesma se plasirala na šestoj poziciji i na toj se držala četiri tjedana, kasnije je pala do sedme pozicije na kojoj se držala šest tjedana. U onom trenutku kad je pjesma dospjela u najboljih deset, "Sice U Been Gone" se također nalazila unutar najboljih deset na ljestvici Billboard Hot 100. "Behind These Hazel Eyes" je prva pjesma od Kelly Clarkson koja se plasirala na prvoj poziciji ljestvice Billboard Adult Pop Songs. Pjesma je dobila platinastu certifikaciju od Recording Industry Association of Americae (RIAA) s prodanih 1 300 000 primjeraka u SAD-u.
U Australiji je pjesma debitirala na šestoj poziciji, što je ujedno bila i najviša. Sljedećeh tjedana provedenoj na ljestvici pjesma je samo padala, ukupno se držala šest tjedana na ljestvici. "Behind These Hazel Eyes" se nije plasirala na godišnjoj ljestvici.
U Ujedinjenom Kraljevstvu pjesma se plasirala na devetoj poziciji u prvom tjednu nakon objavljivanja, što je bila i najviša. Pjesma se držala 16 tjedana na toj ljestvici U Kanadi se plasirala na četvrtoj poziciji. Na njemačkoj ljestvici singlova pjesma je debitirala na 33. poziciji a najviša pozicija je bila 16.

## Popis pjesama
Promotivni CD signl
1. "Behind These Hazel Eyes" – 3:18
2. "Behind These Hazel Eyes" (Joe Bermudez & Josh Harris mixshow edit) – 3:26
3. "Behind These Hazel Eyes" (uživo sa Sony Connect) – 3:39

Maksi CD singl
1. "Behind These Hazel Eyes" – 3:18
2. "Beautiful Disaster" (uživo) – 4:35
3. "Hear Me" (AOL live) – 3:54
4. "Behind These Hazel Eyes" (spot) – 3:16

CD singl
1. "Behind These Hazel Eyes" – 3:18
2. "Behind These Hazel Eyes" (uživo sa Sony Connect) – 3:40

## Ljestvice
| Ljestvice (2005.)       | Najviša pozicija |
| ----------------------- | ---------------- |
| Australija              | 6                |
| Austrija                | 9                |
| Belgija (Flandrija)     | 23               |
| Belgija (Valonija)      | 44               |
| Češka                   | 35               |
| Irska                   | 4                |
| Kanada                  | 4                |
| Nizozemska              | 15               |
| Novi Zeland             | 18               |
| Njemačka                | 16               |
| SAD (Billboard Hot 100) | 6                |
| SAD (Digital Songs)     | 3                |
| SAD (Pop Songs)         | 2                |
| SAD (Adult Pop Songs)   | 1                |
| Španjolska              | 23               |
| Švedska                 | 21               |
| Švicarska               | 20               |
| Ujedinjeno Kraljevstvo  | 9                |

## Povijest objavljivanja
| Država                 | Datum            | Izdavač     |
| ---------------------- | ---------------- | ----------- |
| SAD                    | 27. ožujka 2005. | RCA Records |
| Australija             | 16. lipnja 2005. | RCA Records |
| Ujedinjeno Kraljevstvo | 19. rujna 2005.  | RCA Records |